# Dina Alma de Paradeda
 Alfred P., né en 1871 à Rio de Janeiro au Brésil et mort par suicide le 8 décembre 1906 à Breslau dans l'Empire allemand, est une personnalité mondaine homosexuelle brésilienne. Il est célèbre pour la longue durée de son travestissement sous le nom de Dina Alma de Paradeda et pour les circonstances de son suicide par empoisonnement.
Quittant le Brésil et s'installant à Berlin en 1899, la prétendue comtesse déménage par la suite à Paris, où elle est très en vue. Durant l'été 1906, elle tombe amoureuse d'un instituteur de Breslau. Sans le mettre au courant de son sexe, Paradeda se fiance avec lui et s'installe dans un appartement à Breslau. Les amis de l'instituteur découvrent que Paradeda est un homme par son beau-père, un médecin de Berlin. L'instituteur rompt les fiançailles et un médecin vient pratiquer un examen de Paradeda. Celle-ci feint d'accepter et ingère secrètement du poison avant qu'on ait le temps de l'ausculter. Face à la découverte de son identité masculine, la presse allemande de l'époque la surnomme die männliche Braut (« la Fiancée mâle »).
Le médecin et sexologue Magnus Hirschfeld, qui a plusieurs fois rencontré et côtoyé Paradeda, assure que ce n'est pas une femme trans, mais un homme travesti.

## Biographie

### Jeunesse au Brésil
Né en 1871 à Rio de Janeiro au Brésil, Alfred P. est le fils d'une Brésilienne et d'un médecin allemand, et avait au moins un frère. Devenue veuve, sa mère épouse un autre médecin allemand, puis meurt à Rio avant 1925, dans un hôpital psychiatrique où son autre fils était toujours interné.
À Paris, la Paradeda disait que son père était un comte et consul originaire de Rio. Selon l'Österreichische Illustrierte Zeitung (de), Paradeda aurait prétendu être la fille d'un consul de France à Rio.

### Berlin et Paris
Très riche, Paradeda réside à Berlin à partir de 1899, attirant l'attention par ses toilettes luxueuses, éveillant des doutes sur son identité de genre. Paradeda devient rapidement célèbre dans les bals populaires homosexuels, se présentant comme un marquis brésilien ou une marquise de Paris. La mystification est telle que Paradeda reçoit une permission de travestissement en homme de la police de Berlin. Le riche héritier s'installe dans la capitale française, se faisant connaître comme « comtesse » de Paradeda. On remarque ses nombreux et magnifiques vêtements, ses cosmétiques onéreux et son entretien d'une importante maisonnée.
Sa haute stature et sa voix, fluctuant entre le grave et l'aigu, font douter quelques personnes de son identité, mais son tour de taille fin (52 cm) et ses petits pieds étaient vus comme trop féminins pour être ceux d’un homme. Par sa conversation charmante, la « comtesse » donne des détails de la vie brésilienne et de la haute société parisienne, où elle était très appréciée et les soupçons sur son identité s'éteignent.

### Breslau

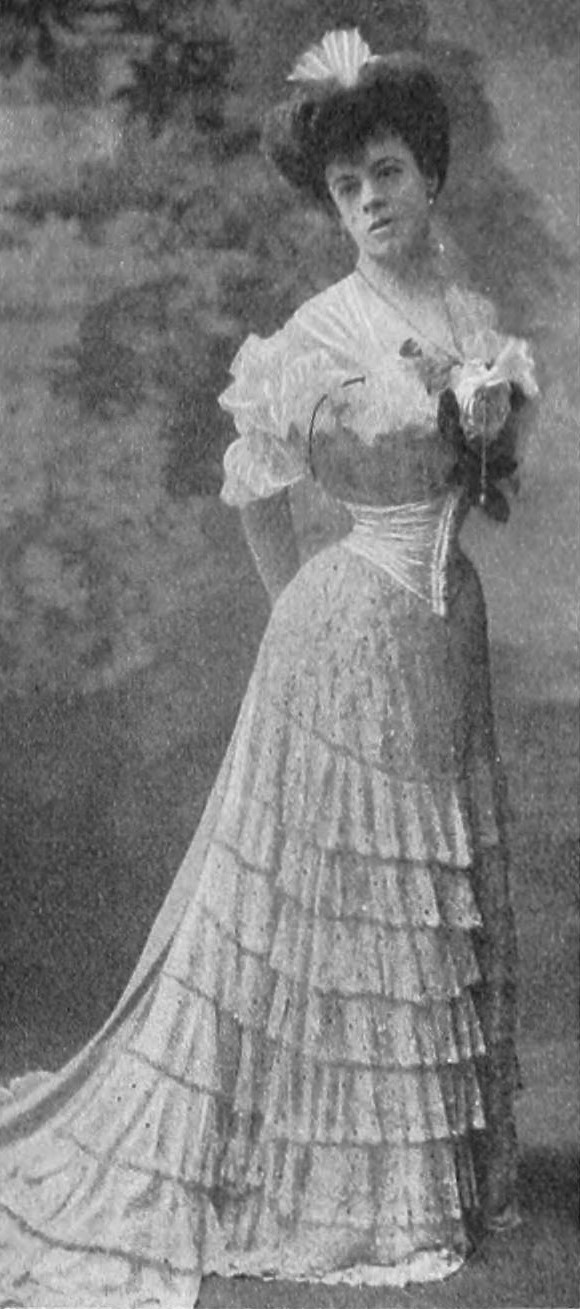
Alma de Paradeda avant 1906, lors d'un voyage à Naples.

En 1906, Paradeda tombe sous le charme d'un dénommé Meyer, un modeste instituteur de Breslau, installé à Paris pour apprendre le français. Ils se fiancent, mais Meyer n'est pas au courant du travestissement de la Paradeda. Il retourne chez lui après ses études et Paradeda le suit le 28 octobre 1906. La « comtesse » loge dans une élégante pension de famille de Breslau en attendant de régler les papiers du mariage ; la fille de sa logeuse l’appelle affectueusement « tante Didi ». Paradeda voit régulièrement son fiancé, leurs rencontres sont très cordiales et affectives. L'instituteur se rend compte que sa fiancée est d'une jalousie maladive envers ses amis, et plusieurs ont des doutes sur sa féminité. Dans leurs recherches, ils retrouvent le beau-père de Paradeda à Berlin, qui leur dit avoir un beau-fils appelé Alfred mais aucune belle-fille appelée Alma.

### Décès
Meyer confronte la « comtesse », qui n'avoue rien et menace de se suicider si son fiancé rompt sa promesse de mariage. Il le fait malgré tout et signale Paradeda à la police. Le 6 décembre 1906, un inspecteur de police se rend à son appartement, mais ne trouve aucune raison d'intervenir contre elle. Cette intervention affole cependant Paradeda, qui demande son médecin de confiance, qui l'avait déjà auscultée pour une « oppression thoracique ». Celui-ci étant indisposé, il envoie son assistant, qui trouve la Paradeda entièrement désespérée en raison de sa rupture. La « comtesse » refuse qu'il lui fasse un examen physique. Comme l'assistant insiste, Paradeda demande à se préparer dans une pièce voisine, où elle s'empoisonne. Revenue rapidement, elle dit : « Voilà, docteur ! » Soudainement, elle vomit, convulse et meurt dans les bras de l'assistant, désemparé. 
On découvre à l'autopsie que la « comtesse » est de sexe mâle, que ses seins et ses hanches sont factices, et que sa longue chevelure est une perruque. Selon l’Albuquerque Evening Citizen, à sa mort en décembre 1906, cela faisait vingt ans que Paradeda se travestissait. La découverte du sexe de sa fiancée est un tel choc pour Meyer qu'il en tombe malade. Les journaux germanophones s'emparent rapidement de l'affaire, Paradeda est surnommée die männliche Braut (« la fiancée mâle »). La mort de Paradeda est aussi relayée par des journaux étrangers,.

## Postérité
S'inspirant de l'affaire, Walter Homann écrit et publie Tagebuch einer männlichen Braut (« Journal d'une fiancée mâle ») en 1907 ; le roman est un succès d'édition.

## Identité de genre
Le médecin et sexologue Magnus Hirschfeld a rencontré Paradeda à plusieurs reprises à Paris, ce qui lui a permis de donner plusieurs détails sur sa vie et d'aborder son cas dans ses œuvres. Hirschfeld est formel sur le fait qu'il ne s'agit pas d'une femme transgenre, mais bien d'un homme homosexuel et travesti,. Suivant l'opinion des médecins de son temps, il considérait Parededa comme un malade mental, et il soutient son opinion en s'appuyant sur l'internement de la mère et du frère de la « comtesse ».
D'après ce que lui dit son confrère Hirschfeld, Franz Ludwig von Neugebauer voit Paradeda comme un homosexuel efféminé et fétichiste des vêtements féminins.
En 2022, Ace Lehner estime que Paradeda serait considéré, au XXIe siècle, comme une personne non binaire, en non conformité de genre ou comme une femme trans.